# Death to Infidels Tour 2010
Il Death To Infidels Tour 2010 è il tour della band heavy metal Manowar effettuato nel 2010.

## Notizie generali
La prima parte del Death To Infidels Tour 2010 si è svolto in locali e palazzetti dello sport con 9 tappe tedesche e una olandese in gennaio, per poi essere seguito da 5 tappe in America Latina in maggio e poi la parte conclusiva in Europa in alcuni festival open air ma anche in concerti singoli.

## Gruppi di supporto
Per alcune date i Manowar sono stati supportati da Holly Hell e Metalforce.

## Scaletta
La scaletta è stata incentrata soprattutto sui brani più recenti del gruppo con l'aggiunta di qualche vecchio pezzo.

## Formazione
- Eric Adams - voce
- Joey DeMaio - basso
- Karl Logan - chitarra
- Donnie Hamzik - batteria

## Date e tappe
|                   |                       |                 |                                    |  |  |  |
| 16 gennaio 2010   | Lipsia                | Germania        | Haus Auensee                       |  |  |  |
| 18 gennaio 2010   | Fürth                 | Germania        | Stadthalle                         |  |  |  |
| 19 gennaio 2010   | Berlino               | Germania        | Tempodrom                          |  |  |  |
| 21 gennaio 2010   | Ludwigshafen          | Germania        | Friedrich-Ebert-Halle              |  |  |  |
| 22 gennaio 2010   | Ludwigsburg           | Germania        | Arena                              |  |  |  |
| 23 gennaio 2010   | Offenbach am Main     | Germania        | Stadthalle                         |  |  |  |
| 22 gennaio 2010   | Monaco di Baviera     | Germania        | Zenith                             |  |  |  |
| 28 gennaio 2010   | Tilburg               | Paesi Bassi     | 013                                |  |  |  |
| 30 gennaio 2010   | Hannover              | Germania        | AWD Hall                           |  |  |  |
| 31 gennaio 2010   | Colonia               | Germania        | Palladium                          |  |  |  |
| 7 maggio 2010     | San Paolo del Brasile | Brasile         | Credicard Hall                     |  |  |  |
| 8 maggio 2010     | Rio de Janeiro        | Brasile         | Citibank Hall                      |  |  |  |
| 9 maggio 2010     | Belo Horizonte        | Brasile         | Chevrolet Hall                     |  |  |  |
| 12 maggio 2010    |                       | Argentina       | El Teatro Flores                   |  |  |  |
| 14 maggio 2010    | Santiago del Cile     | Cile            | Teatro Caupolican                  |  |  |  |
| 23 giugno 2010    | Sofia                 | Bulgaria        | Sonisphere Festival                |  |  |  |
| 25 giugno 2010    | Bucarest              | Romania         | Sonisphere Festival                |  |  |  |
| 26 giugno 2010    | Istanbul              | Turchia         | Sonisphere Festival                |  |  |  |
| 11 luglio 2010    | Tolmino               | Slovenia        | Magic Circle Festival at Metalcamp |  |  |  |
| 16 luglio 2010    | Vizovice              | Repubblica Ceca | Masters of Rock                    |  |  |  |
| 10 settembre 2010 | Durango               | Spagna          | Feria de Muestras                  |  |  |  |
| 11 settembre 2010 | Madrid                | Spagna          | La Riviera                         |  |  |  |
| 12 settembre 2010 | Barcellona            | Spagna          | La Riviera                         |  |  |  |